# 소니 NEX-3N
소니 NEX-3N는 2013년 3월 8일에 출시된 소니 E마운트 미러리스 렌즈 교환식 카메라이다. 처음으로 본체에 줌 레버(렌즈 줌 버튼)를 탑재했다. 또한 오토 프레임이 강화돼 인물 인식이 2명까지 가능하며, 자동 추적 프레이밍이 강화돼 움직이고있는 피사체나 꽃 등의 피사체에도 대응할 수 있게 됐다. 다만 소니 NEX-F3에 탑재돼있던 스마트 액세서리 터미널은 삭제됐으며 그립이 얇아지고 액정을 아래 방향으로 조정을 할 수 없게 변경되었다.